# 白井長尾家
白井長尾家（しらいながおけ）は関東地方の武家である。
関東北部の有力武家として名を馳せた白井長尾氏は、越後・上野の守護を務めた山内上杉氏の重要な家臣だった。彼らは上野守護代を務めた上野長尾氏の分家として誕生し、共に山内上杉氏に仕えながら勢力を拡大していった。
長尾景守の時代に上野守護代の地位を獲得した白井長尾氏は、永享の乱後、鎌倉公方の影響力が低下し山内上杉氏が関東の主要大名として台頭すると共に、その権勢を高めていった。
享徳の乱では、上杉氏と鎌倉公方の武力衝突において、白井長尾氏は上杉方の主力として大きな役割を果たした。しかし、その後の相模国を拠点とする後北条氏の急速な台頭により、白井長尾氏の勢力は次第に衰えていくことになった。